# Krvavý stát
Krvavý stát (v anglickém originále Red State) je americký filmový hororový thriller z roku 2011, který natočil režisér Kevin Smith podle vlastního scénáře. Hlavní role ztvárnili Michael Angarano, Kerry Bishé, Nicholas Braun, Kyle Gallner, John Goodman, Melissa Leo, Michael Parks, Kevin Pollak a Stephen Root. Snímek vypráví o třech středoškolácích (Angarano, Biské, Braun), kteří se dostanou do zajetí fanatické náboženské sekty vedené pastorem (Parks).
Snímek byl inspirován pastorem Fredem Phelpsem, který vedl sektu Westboro Baptist Church, a obléháním Waco v roce 1993. Natáčení proběhlo v říjnu 2010, rozpočet snímku činil 4 miliony dolarů. Film byl premiérově uveden 23. ledna 2011 na Sundance Film Festivalu, do běžné kinodistribuce ale nasazen nebyl. Smith s ním následně vyjel na turné po amerických městech, které začalo 5. března 2011 v newyorské Radio City Music Hall. Od 19. srpna 2011 byl snímek jeden týden promítán v kině Quentina Tarantina New Beverly Cinema v Los Angeles a 23. září 2011 byl jednorázově uveden ve vybraných kinech v USA. V zahraničí byl omezeně promítán například ve Spojeném království nebo Austrálii. Celkové tržby dosáhly 1,9 milionu dolarů. Dne 1. září 2011 jej společnost Lionsgate vydala na VOD službách a 18. října 2011 na videonosičích.